# Claudius Czibulka
Claudius Czibulka, od roku 1918 rytíř von Buchland (22. září 1862, Nový Jičín   – 18. dubna 1931, Merano) byl rakousko-uherský generál. Jako absolvent vojenské akademie sloužil v c. k. armádě od roku 1883, jako štábní důstojník působil u různých posádek, uplatnil se také vojenský pedagog. Za první světové války bojoval na východní frontě, v roce 1915 se stal velitelem armádního sboru. V armádě dosáhl hodnosti generála pěchoty (1917) a byl povýšen do šlechtického stavu (1918). Po zániku monarchie žil v Karlových Varech a obdržel hodnost armádního generála ve výslužbě v Československé republice (1927).

## Životopis

### Původ
Claudius Czibulka byl synem státního úředníka Rudolfa Czibulky (*1817), dlouholetého okresního hejtmana v Novém Jičíně a Místku, a dcery důstojníka Johanny Leopoldiny Fröhlich von Elmbach (*1841). Jeho nevlastní bratr Hubert svobodný pán von Czibulka (1842–1914) byl také rakousko-uherským generálem.

### Vojenská kariéra
Základní vzdělání absolvoval v Místku, kde tehdy jeho otec působil jako okresní hejtman. Poté studoval na kadetní škole v Hranicích a v letech 1880–1883 na Tereziánské vojenské akademii ve Vídeňském Novém Městě. Po jejím absolvování nastoupil službu jako poručík u pěšího pluku č. 1 v Opavě. V letech 1886–1888 si doplnil vzdělání na Válečné škole (K.u.k. Kriegschule) ve Vídni a jako nadporučík byl zařazen do důstojnického sboru generálního štábu (1888). Jako štábní důstojník poté sloužil v Zadaru, Terstu nebo Osijeku. Mezitím postupoval v hodnostech (kapitán 1891, major 1897). Působil také jako pedagog na Válečné škole a v roce 1901 byl povýšen na podplukovníka. V roce 1903 byl jako zástupce velitele 92. pěšího pluku přeložen do Terezína.V září 1904 byl povýšen na plukovníka a stal se šéfem štábu 6. armádního sboru v Košicích. K datu 10. listopadu 1910 byl povýšen na generálmajora a převzal velení 20. pěší brigády v Hradci Králové. V roce 1913 byl povýšen na polního podmaršála a stal se velitelem 36. pěší divize v Záhřebu..

### První světová válka
Na začátku první světové války byl se svou divizí začleněn do 13. armádního sboru pod velením generála Rhemena. Po bitvě u Jadaru od 16. do 19. srpna 1914 došlo ke stažení VIII. sboru, devět baterií z 36. divize kryla ustupující severní křídlo 13. sboru. V lednu 1915 přišla 36. divize na východní frontě pod velení skupiny armád Pflanzer-Baltin a zaujala postavení ve východní Bukovině mezi Tatarským průsmykem a Delatynem. V únoru 1915 byl pověřen velením nově zformovaného 18. armádního sboru (zvaného též Korps Czibulka), který zahrnoval 36. divizi, 15. divizi a brigádu Lilienhoff. Dne 17. února 1915 byly při protiútoku znovu dobyty Černovice, Czibulkova vojska dosáhla 18. února Ottynia. Německo-rakouská ofenzíva přes řeku Dunajec prorazila ruskou frontu mezi Gorlicemi a Tarnowem. To také umožnilo severnímu křídlu skupiny armád Pflanzer-Baltin se znovu dostat k řece Siret.
V srpnu 1915 byl sbor Czibulka v ofenzivě 2. armády na Volyni. Od června 1916 byl 18. sbor zařazen pod 1. armádu generála Puhalla a soustředil se v oblasti Dubna, kde byl těžce napaden na začátku Brusilovy ofenzívy. Ruské průlomy u Mlynova a Sapanova vedly 10. června k dobytí dopravního uzlu Dubno a Czibulkova vojska musela ustoupit přes Ikwu. Pronásledující ruská 11. armáda pod vedením generála Sacharova dobyla haličské město Brody. V září 1916 se Czibulkova fronta dokázala opět stabilizovat na pravém břehu řeky Styr. Obsadil horní tok Styru a železniční trať mezi Lembergem a Tarnopolem. K datu 11. srpna 1917 byl povýšen na generála pěchoty. V březnu 1918 rezignoval na velení armádního sboru a odešel do Vídně, kde do konce války působil jako poradce u generálního štábu.
K datu 1. ledna 1919 byl penzionován. Jako rodák z českých zemí a úředně příslušný do nově vzniklého Československa požádal o zařazení do československé armády. V říjnu 1919 obdržel hodnost generála III. třídy ve výslužbě s nárokem na penzi. Po reorganizaci armády nakonec získal hodnost armádního generála (16. prosince 1927). S manželkou Philippinou, rozenou Knaippovou, pobýval v té době v Karlových Varech, jejich trvalou adresou byl dům v dnešní Zahradní ulici č.p. 3 (dnes hotel Sirius). Zemřel 18. dubna 1931 v jihotyrolských lázních Merano. Jeho tělo bylo převezeno do Vídně a 2. dubna pohřbeno na vídeňském ústředním hřbitově v březnu 1932.

## Tituly a ocenění
Během vojenské služby obdržel řadu ocenění v Rakousku-Uhersku, za první světové války i ve spojeneckém Německu. V roce 1918 byl povýšen do šlechtického stavu s titulem rytíř a predikátem von Buchland, který odkazoval na jeho úspěchy v Bukovině. V srpnu 1918 obdržel titul c. k. tajného rady s nárokem na oslovení Excelence.

### Řády a vyznamenání
- Jubilejní pamětní medaile (1898)
- Vojenský záslužný kříž III. třídy (1903)
- Řád železné koruny III. třídy (1908)
- Vojenský jubilejní kříž (1908)
- Mobilizační kříž (1913)
- Řád železné koruny II. třídy s válečnou dekorací (1914)
- Vyznamenání za zásluhy o Červený kříž (1915)
- Řád železné koruny I. třídy s válečnou dekorací (1915)
- velkokříž Leopoldova řádu s válečnou dekorací (1916)
- Vojenský záslužný kříž II. třídy s válečnou dekorací (1917)

- Železný kříž II. třídy (Německo, 1915)
- Řád červené orlice II. třídy (Německo, 1917)